# Mouvement des citoyens
Der Mouvement des citoyens (kurz: MDC, deutsch: Bewegung der Bürger) ist eine französische politische Partei, die 1993 durch Jean-Pierre Chevènement auf der Basis des CERES, Centre d'Etudes, de Recherches et d'Education Socialiste, eine der Strömungen des Parti socialiste seit dem Gründungsparteitag in Épinay 1971, gegründet wurde. Mit Chevènement verließ auch Max Gallo die Parti socialiste und trat in den MDC ein. Nach der Wahlniederlage 2002 löste sich die Partei im April 2003 auf, Nachfolgepartei wurde die neugegründete Partei von Chevènement, Mouvement républicain et Citoyen (MRC).
Im November 2018 wurde die MDC von Mitgliedern der MRC, die gegen die Fusion der Partei mit APRÉS waren, wiedergegründet.

## Geschichte
Chevènement leitete die Liste „L'Autre politique“ (Die andere Politik) zur Wahl des Europäischen Parlaments im Jahre 1994. Auf der Liste waren Linke, die oppositionell zum Maastricht-Vertrag eingestellt waren (sozialistische und kommunistische Kandidaten), Feministinnen, Radikale und Gaullisten.
Der MDC unterstützte den sozialistischen Kandidaten Lionel Jospin in der Präsidentschaftswahl 1995. Sie war damals in der Koalition „Gauche plurielle“ (Vielfältige Linke) eingebettet. Von 1997 bis 2000 war Jean-Pierre Chevènement für diese Koalition der französische Innenminister. Zur Vorbereitung der Präsidentschaftswahl 2002 gründete Chevènement die Partei „Pôle républicain“ (Republikanischer Pol), welche ein großes Spektrum von Politikern beinhaltete: Radikale, Gaullisten, Souveränisten und Sozialisten. Er gewann über 5 Prozent und wird manchmal für Jospins Ende verantwortlich gemacht.
2002 verlor der MDC bei den Wahlen sämtliche Abgeordnete und erfuhr eine Spaltung: Um den ehemaligen Abgeordneten des Départements Haute-Saône Jean-Pierre Michel bildete sich die Association de la Gauche Républicaine (AGR). Bald darauf, im Jahr 2003 gründete Jean-Pierre Chevènement die Mouvement républicain et citoyen, in der sich die restlichen MDC-Mitglieder sammelten.